# Siv Pettersson
Siv Margaretha Pettersson, född 3 mars 1955 i Sankt Matteus församling i Stockholm, död 12 januari 1975 i Eriksfälts församling i Malmö, var en svensk schlagersångerska. 

## Biografi
Siv Pettersson var dotter till Arne Pettersson (1918–1985), då ledamot av Sveriges riksdag, och kom under uppväxtåren till Malmö.
Siv Pettersson började skriva egna låtar när hon var 14 år och fick en gitarr. Hon upptäcktes 1971 av Rune Hallberg och Bengt Grafström, producenter och programledare vid Sveriges Radio i Malmö. Pettersson kom till en öppen audition som hölls för att hitta nya talanger som skulle medverka i Ungdomsredaktionen i Malmös sändningar i P3. Hon travade in i studio 5 med sin gitarr och Hallberg och Grafström tipsade sedan Stikkan Anderson, varmed hennes karriär var påbörjad. Året därpå sjöng Pettersson egna låtar till gitarr i TV-programmet Kvällsöppet som leddes av Gary Engman. Hon var under en kortare period 1973 även medlem i gospelgruppen Svartpåvitt i Malmö, vilken året därpå bytte namn till Mixed media.
Hon hade en stor hit 1972 med julsången "Låt mig få tända ett ljus", med text av Börje Carlsson, och en mindre 1974 med Evert Taubes "Så länge skutan kan gå". På hennes album förekom flera av hennes egna låtar.
Siv Pettersson omkom i januari 1975, 19 år gammal, vid en bilolycka  under en turné på Europaväg 18 vid Bysjön två mil öster om Årjäng i Värmland. Bilen, en Volvo PV körd av en ungersk musiker, hade sommardäck och var på väg till Stockholm från Oslo. I Oslo hade hon medverkat i en krogshow med bland andra Sune Mangs på restaurang Regnbuen. I en kurva körde bilen in i ett vägräcke som trängde in i passagerarutrymmet. I olyckan omkom även artisten Ferenc Ivankovits (29 år) från Stallarholmen. Artisten Adele Li Puma som också varit med i showen skadades i olyckan.
Hon är gravsatt i minneslunden på Limhamns kyrkogård.

## Diskografi

### Album
- Siv Pettersson - 1972
- I dur och moll - 1973
- Låt mig få tända ett ljus, samlingsalbum (1977)

### Singlar
- Låt mig få tända ett ljus/Tidig morgonfärd  - 1972 [7]

- Vår egen bit av världen/Vem är du och vem är jag - 1972
- Sommar kom, vinter gå/Jag går i tusen tankar - 1973
- Qua la linta/Jag faller för trumpet - 1973
- Sången som vi gav varann / Är det så det ska va'  (Cupol CUS 296) - 1973
- Nu är det din tur/Så länge skutan kan gå - 1974
- Jag längtar bara efter att få komma hem/Det måste finnas någon värld - 1974

## Melodier på Svensktoppen
- Låt mig få tända ett ljus (Schlafe mein Prinzchen) - 1972[7]–1973[8]
- Det måste finnas någon värld - 1974[9]
- Så länge skutan kan gå - 1974[9]

### Fotnoter
1. ↑   Sveriges dödbok 1901-2013 Swedish death index 1901-2013 (Version 6.0). Solna: Sveriges släktforskarförbund. 2014. Libris 17007456. ISBN 9789187676642
2. ↑  Sveriges befolkning 1970, CD-ROM, Version 1.04, Sveriges Släktforskarförbund (2002).
3. ↑  Dagens Nyheter 28 december 1972 sid.12
4. ↑  Dagens Nyheter 9 februari 1972 sid.12
5. ↑  Arbetet 1974-03-19, sid. 10.
6. ↑  Dagens Nyheter 13 januari 1975 sid.1 och Svenska Dagbladet 14 januari 1975 sid.24 Artister omkom i trafikolycka
7. 1 2  ”Svensktoppen”. Sveriges Radio. 25 februari 1972. https://sverigesradio.se/diverse/appdata/isidor/files/2023/3470.txt. Läst 24 december 2014.
8. ↑  ”Svensktoppen”. Sveriges Radio. 25 februari 1973. https://sverigesradio.se/diverse/appdata/isidor/files/2023/3471.txt. Läst 24 december 2014.
9. 1 2  ”Svensktoppen”. Sveriges Radio. 25 februari 1974. https://sverigesradio.se/diverse/appdata/isidor/files/2023/3472.txt. Läst 24 december 2014.